# My Band (chanson)
Singles de D12
Fight Music
(2001) How Come
(2004)
My Band est une chanson du groupe de rap américain D12, tirée de l'album D12 World sorti en 2004. Produite par Eminem, elle constitue le premier single extrait de cet album, le second du groupe. La chanson est distribuée par Interscope Records et Shady Records, label fondé par Eminem et Paul Rosenberg. La chanson a connu un grand succès en se classant notamment première en Australie, en Nouvelle-Zélande et en Norvège. Le single est très humoristique et bénéficie d'un clip vidéo parodiant les chansons Lose Yourself d'Eminem, In da Club de 50 Cent ou encore Milkshake de Kelis. Cette chanson évoque avec autodérision la popularité d'Eminem et son impact sur le reste du groupe.

## Liste des pistes
| No | Titre    | Producer(s)        | Durée |
| -- | -------- | ------------------ | ----- |
| 1. | My Band  | Eminem, Luis Resto | 4:58  |
| 2. | B. N. U. | Eminem             | 4:43  |

| No | Titre                  | Producer(s)        | Durée |
| -- | ---------------------- | ------------------ | ----- |
| 1. | My Band                | Eminem, Luis Resto | 4:58  |
| 2. | B. N. U.               | Eminem             | 4:43  |
| 3. | My Band - Instrumental | Eminem, Luis Resto | 4:58  |
| 4. | My Band - Video        | Eminem, Luis Resto | 4:58  |

## Classements hebdomadaires
| Classement (2004)                       | Meilleure position |
| --------------------------------------- | ------------------ |
| Allemagne (Media Control AG)            | 2                  |
| Australie (ARIA)                        | 1                  |
| Autriche (Ö3 Austria Top 40)            | 4                  |
| Belgique (Flandre Ultratop 50 Singles)  | 9                  |
| Belgique (Wallonie Ultratop 50 Singles) | 15                 |
| Finlande (Suomen virallinen lista)      | 16                 |
| Italie (FIMI)                           | 12                 |
| Pays-Bas (Nederlandse Top 40)           | 2                  |
| Pays-Bas (Single Top 100)               | 2                  |
| Nouvelle-Zélande (RMNZ)                 | 1                  |
| Norvège (VG-lista)                      | 1                  |
| Royaume-Uni (UK Singles Chart)          | 2                  |
| Royaume-Uni (UK R&B Chart)              | 1                  |
| Suède (Sverigetopplistan)               | 9                  |
| Suisse (Schweizer Hitparade)            | 3                  |